# Serina (torrente)
Il torrente Serina è il corso d'acqua principale della val Serina, in provincia di Bergamo.

## Corso
Nasce sulle pendici del monte Vaccareggio (1.474 m), a nord del paese di Serina, e scende per circa 10 km arrivando ad Algua, dove, insieme con il torrente Ambriola, forma l'Ambria, corso d'acqua che si getta dopo 10 km nel fiume Brembo.

## Galleria d'immagini

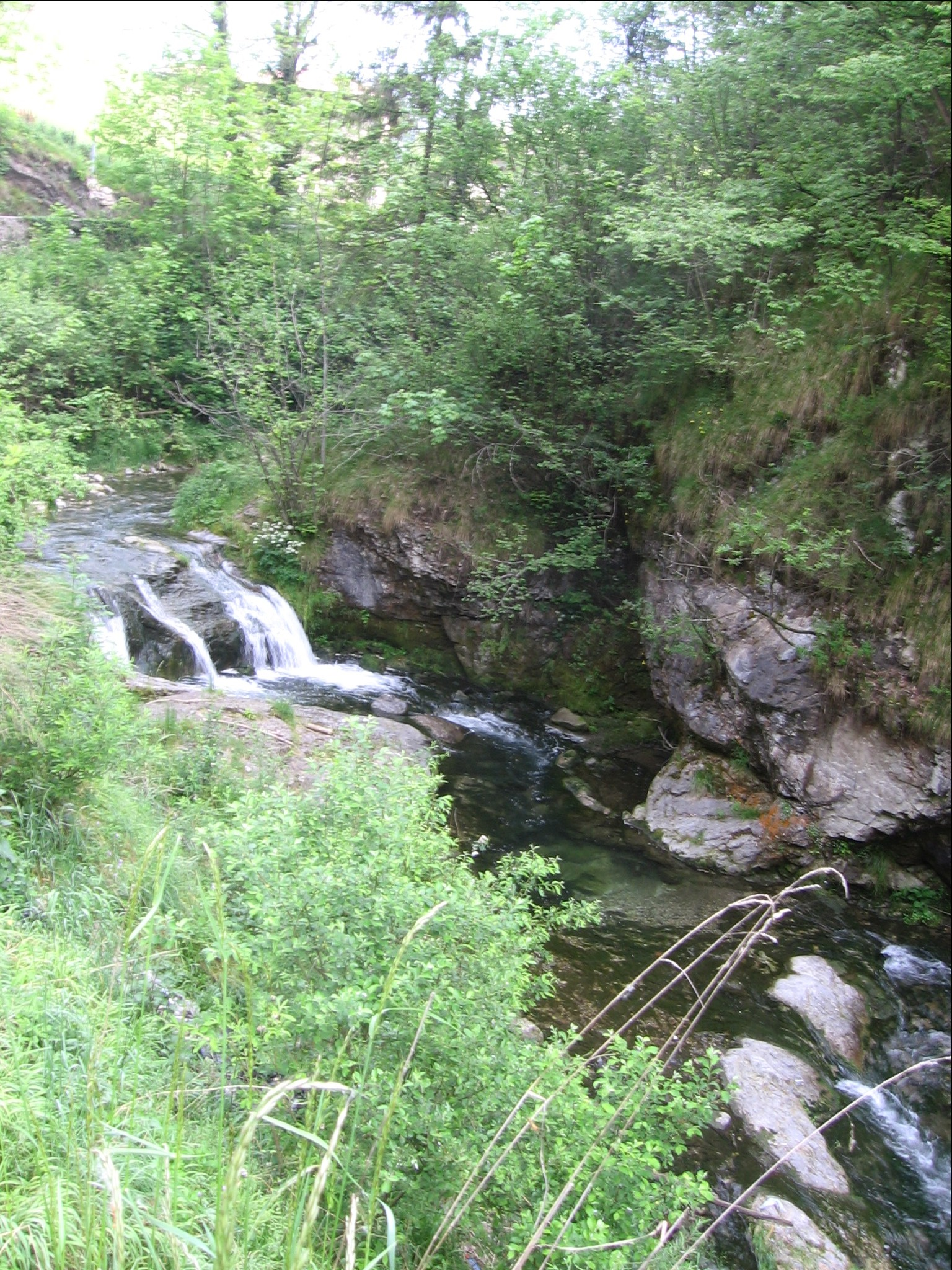
Un tratto del torrente tra Serina e Algua
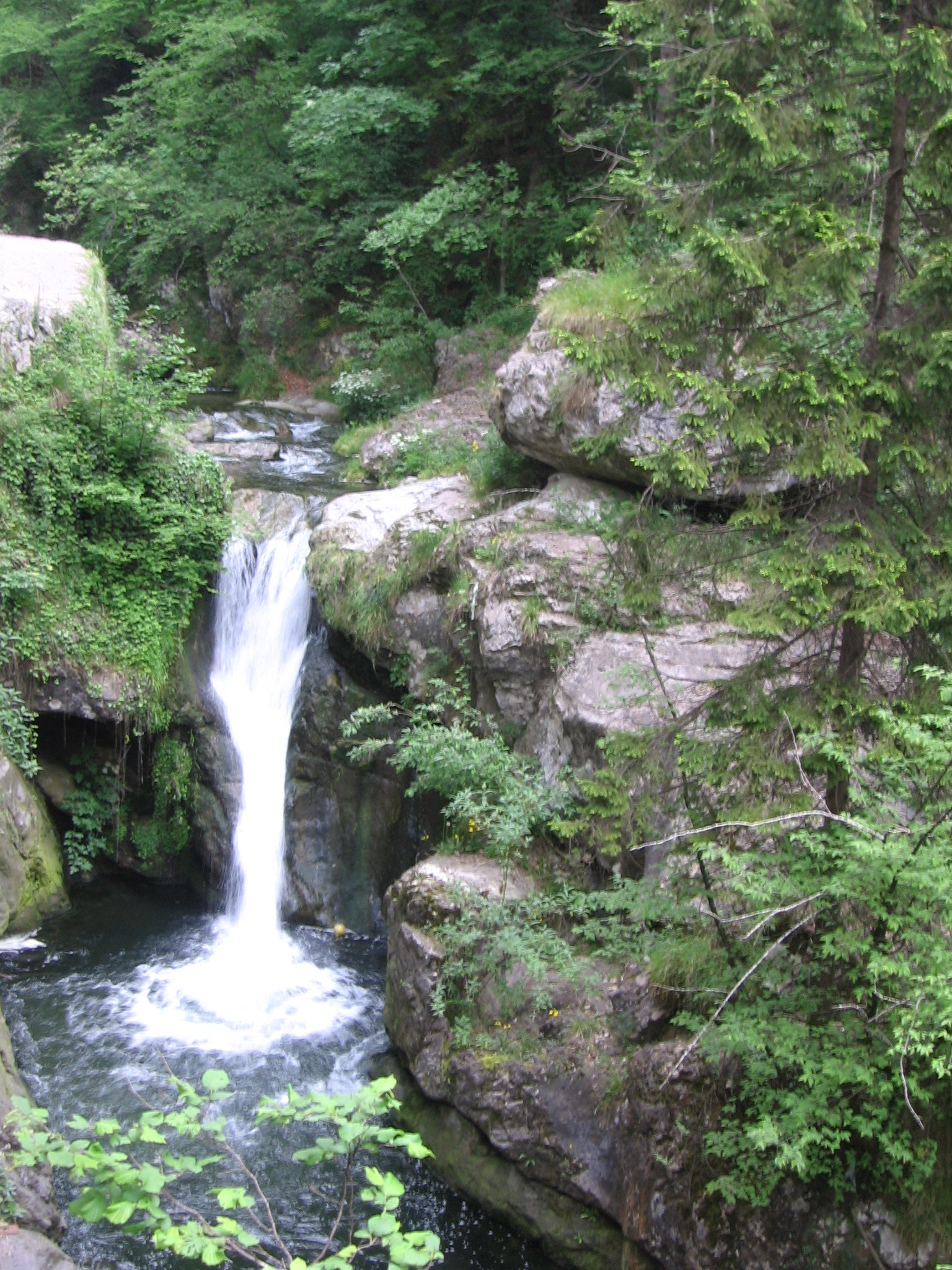
Un tratto tra Serina e Algua
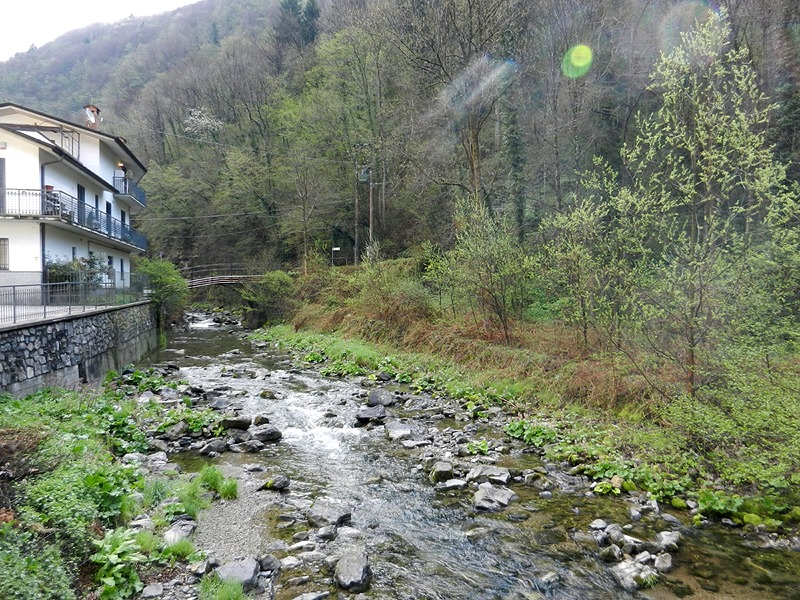
Un tratto ad Algua